# Indicatif régional 662

Carte de l'État du Mississippi avec ses indicatifs régionaux.

L'indicatif régional 662 est l'indicatif téléphonique régional qui dessert le nord de l'État du Mississippi aux États-Unis.
Le indicatif régional 662 fait partie du plan de numérotation nord-américain.

## Principales villes desservies par l'indicatif
- Artesia
- Baldwyn
- Batesville
- Booneville
- Clarksdale
- Cleveland
- Columbus
- Crawford
- Greenville
- Greenwood
- Guntown
- Hernando
- Holly Springs
- Horn Lake
- Indianola
- Louisville
- Moorhead
- Olive Branch
- Oxford
- Ruleville
- Saltillo
- Senatobia
- Southaven
- Starkville
- Tunica
- Tupelo
- Water Valley
- West Point
- Yazoo City

## Historique des indicatifs régionaux de l'État du Mississippi
Jusqu'en 1997, l'indicatif 601 couvrait tout l'État du Mississippi.
En 1997, une première scission de l'indicatif 601 a créé l'indicatif 228. L'indicatif 601 a continué à desservir la majorité de son territoire original alors que l'indicatif 228 desservait la côte du golfe du Mexique.
En 1999, une seconde scission de l'indicatif 601 a créé l'indicatif 662. L'indicatif 601 a été réduit à la moitié sud de son territoire antérieur alors que l'indicatif 662 desservait la moitié nord de l'État du Mississippi.
En 2005, l'indicatif 769 a été créé par chevauchement de l'indicatif 601.